# Douglas Slocombe
Douglas Slocombe (Londra, 10 febbraio 1913 – Londra, 22 febbraio 2016) è stato un direttore della fotografia britannico.

## Biografia
Intraprese la carriera di direttore della fotografia nel 1940, concludendola nel 1989, con la realizzazione di Indiana Jones e l'ultima crociata di Steven Spielberg, per cui curò l'intera trilogia.
Muore il 22 febbraio 2016 all'età di 103 anni.

## Riconoscimenti
Nominato tre volte al Premio Oscar, ottenne come riconoscimenti a livello internazionale:
- 3 British Academy of Film and Television Arts per la miglior fotografia, su 10 nomination per
  - Il servo (The Servant) (1963)
  - Il grande Gatsby (The Great Gatsby) (1974)
  - Giulia (Julia) (1977)

## Filmografia

### Cinema
- Naufragio (San Demetrio London), regia di Charles Frend (1943) - non accreditato
- Incubi notturni (Dead of Night), regia di Alberto Cavalcanti, Charles Crichton, Basil Dearden e Robert Hamer (1945)
- Sarabanda tragica (Saraband for Dead Lovers), regia di Basil Dearden (1948)
- Sangue blu (Kind Hearts and Coronets), regia di Robert Hamer (1949)
- La gabbia d'oro (Cage of Gold), regia di Basil Dearden (1950)
- L'incredibile avventura di Mr. Holland (The Lavender Hill Mob) regia di Charles Crichton (1951)
- Lo scandalo del vestito bianco (The Man in the White Suit), regia di Alexander Mackendrick (1951)
- The Titfield Thunderbolt, regia di Charles Crichton (1953)
- L'idolo (The Love Lottery), regia di Charles Crichton (1954)
- La pazza eredità (The Smallest Show on Earth), regia di Basil Dearden (1957)
- Il capitano soffre il mare (Barnacle Bill), regia di Charles Frend (1957)
- Il circo degli orrori (Circus of Horrors), regia di Sidney Hayers (1960)
- La casa del terrore (Taste of Fear) regia di Seth Holt (1961)
- The Young Ones, regia di Sidney J. Furie (1961)
- La stanza a forma di L (The L-Shaped Room), regia di Bryan Forbes (1962)
- Freud - Passioni segrete (Freud: The Secret Passion), regia di John Huston (1962)
- Il servo (The Servant) regia di Joseph Losey (1963)
- Il terzo segreto (The Third Secret), regia di Charles Crichton (1964)
- Cannoni a Batasi (Guns at Batasi) regia di John Guillermin (1964)
- Ciclone sulla Giamaica (A High Wind in Jamaica), regia di Alexander Mackendrick (1965)
- Spogliarello per una vedova (Promise Her Anything), regia di Arthur Hiller (1966)
- La caduta delle aquile (The Blue Max) regia di John Guillermin (1966)
- Fathom: bella, intrepida e spia (Fathom), regia di Leslie H. Martinson (1967)
- Per favore, non mordermi sul collo! (Dance of the Vampires), regia di Roman Polanski (1967)
- La scogliera dei desideri (Boom!), regia di Joseph Losey (1968)
- Il leone d'inverno (The Lion in Winter), regia di Anthony Harvey (1968)
- Un colpo all'italiana (The Italian Job), regia di Peter Collinson (1969)
- L'altra faccia dell'amore (The Music Lovers), regia di Ken Russell (1970)
- L'uomo che venne dal nord (Murphy's War), regia di Peter Yates (1971)
- In viaggio con la zia (Travels with My Aunt), regia di George Cukor (1972)
- Jesus Christ Superstar, regia di Norman Jewison (1973)
- Il grande Gatsby (The Great Gatsby), regia di Jack Clayton (1974)
- Rollerball, regia di Norman Jewison (1975)
- Toccarlo... porta fortuna (That Lucky Touch), regia di Christopher Miles (1975)
- Il mistero della signora Gabler (Hedda), regia di Trevor Nunn (1975)
- I giorni impuri dello straniero (The Sailor Who Fell from Grace with the Sea), regia di Lewis John Carlino (1976)
- Giulia (Julia), regia di Fred Zinnemann (1977)
- Caravans, regia di James Fargo (1978)
- Il mistero della signora scomparsa (The Lady Vanishes), regia di Anthony Page (1979)
- Nijinsky, regia di Herbert Ross (1980)
- I predatori dell'arca perduta (Raiders of the Lost Ark), regia di Steven Spielberg (1981)
- I pirati di Penzance (The Pirates of Penzance), regia di Wilford Leach (1983)
- Mai dire mai (Never Say Never Again), regia di Irvin Kershner (1983)
- Indiana Jones e il tempio maledetto (Indiana Jones and the Temple of Doom), regia di Steven Spielberg (1984)
- Acqua in bocca (Water), regia di Dick Clement (1985)
- Lady Jane, regia di Trevor Nunn (1986)
- Indiana Jones e l'ultima crociata (Indiana Jones and the Last Crusade), regia di Steven Spielberg (1989)

### Televisione
- Amore tra le rovine (Love Among the Ruins), regia di George Cukor - film TV (1975)